# Benthesicymus carinatus
Benthesicymus carinatus är en kräftdjursart som beskrevs av Sidney Irving Smith 1884. Benthesicymus carinatus ingår i släktet Benthesicymus och familjen Benthesicymidae. Inga underarter finns listade i Catalogue of Life.